# Crossaster squamatus
Crossaster squamatus är en sjöstjärneart som först beskrevs av Döderlein 1900.  Crossaster squamatus ingår i släktet Crossaster och familjen solsjöstjärnor. Inga underarter finns listade i Catalogue of Life.